# 김유임
김유임(金有任, 1965년 1월 10일 ~ )은 대한민국의 정치인이다. 제8·9대 경기도의원, 대통령비서실 여성가족비서관을 지냈다.

## 학력
- 이화여자대학교 정치외교학 학사
- 연세대학교 행정대학원 행정학 석사

## 경력
- 고양녹색소비자연대 공동대표
- 고양외국인노동자상담소 이사
- 희망제작소 기획운영위원, 객원연구원
- 고양보육위원회 위원
- 고양여성민우회 정책위원
- 여성정치희망포럼 공동대표
- 민주당 경기도당 대변인
- 고양시 마을기업, 사회적기업추진단 단장
- 1998.07 ~ 2002.06 : 제3대 고양시의회 의원
- 2002.07 ~ 2006.06 : 제4대 고양시의회 의원
  - 2002.07 ~ 2004.06 : 제4대 고양시의회 전반기 사회산업위원회 위원장
- 2010.07 ~ 2014.06 : 제8대 경기도의회 의원
  - 2010.07 ~ 2012.06 : 제8대 경기도의회 여성가족평생교육위원회 위원장
- 2014.07 ~ 2018.03 : 제9대 경기도의회 의원
  - 2014.07 ~ 2016.06 : 제9대 경기도의회 전반기 부의장
- 2018.10 ~ 2020.01 : LH주거복지정보 대표
- 2020.01 ~ 2021.05 : 대통령비서실 사회수석비서관실 여성가족비서관

## 역대 선거 결과
|  | 58.37% |

|  | 46.91% |

|  | 28.77% |

|  | 56.64% |

|  | 51.97% |